# 坂本哲志
坂本 哲志（さかもと てつし、1950年〈昭和25年〉11月6日 - ）は、日本の政治家。自由民主党所属の衆議院議員（8期）、自由民主党国会対策委員長（第60代）。
農林水産大臣（第69代）、孤独・孤立対策担当大臣・一億総活躍担当大臣・まち・ひと・しごと創生担当大臣・内閣府特命担当大臣（少子化対策、地方創生）（菅義偉内閣）、総務副大臣・内閣府副大臣（第2次安倍内閣）、総務大臣政務官（福田康夫改造内閣・麻生内閣）、衆議院農林水産委員長、熊本県議会議員（4期）、自由民主党改革実行本部多様な人材の育成と登用プロジェクトチーム座長代理、同災害対策特別委員会委員長代理、同総務部会地方議会の課題に関するプロジェクトチーム座長代理、同文部科学部会高等専門学校小委員会委員長、同孤独・孤立対策特命委員長、同選挙対策副委員長、同金融調査会会長代理、同地方組織・議員総局長、同副幹事長、同農地政策検討委員長、同組織運動本部長代理、同地方創生実行統合本部事務総長、同情報通信戦略調査会副会長兼幹事長、同政務調査会会長代理、同農業基本政策検討委員会委員長代理、同畜産・酪農対策小委員長、同組織運動本部団体総局次長、同国会対策副委員長、同野菜・果樹・畑作物等対策小委員会委員長、同団体総局農林水産関係団体委員長、同農林部会長代理、同総務部会長代理、農業委員会等に関する議員懇話会会長などを歴任。

## 来歴

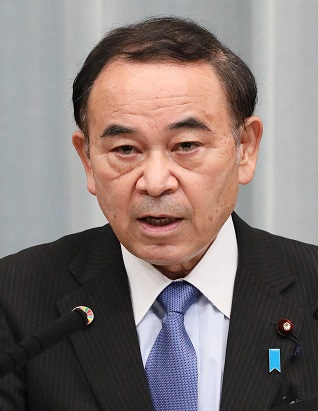
2020年9月、内閣府特命担当大臣（少子化対策・地方創生）の就任に際しての記者会見にて

熊本県菊池郡陣内村（現・大津町）生まれ。祖父、父は特定郵便局長を務めた。熊本商科大学付属高等学校（現熊本学園大学付属高等学校）、中央大学法学部政治学科（ゼミは地方自治、行政学）卒業。大学卒業後、熊本日日新聞社に入社した。
1991年、熊本県議会議員選挙に自由民主党公認で出馬し、初当選。県議を4期務めた。
県議時代には岩下栄一や園田博之らとともに新党さきがけに入党したが、1998年に自由民主党に復党する。
2003年11月の第43回衆議院議員総選挙に熊本3区から無所属で出馬し、自民党前職の松岡利勝を破り初当選した（松岡は比例復活）。当選後、保守系無所属の新人議員5人で院内会派「グループ改革」を結成するが翌年6月にはグループ改革は解散 。その後、2004年6月には無所属のまま自民党会派に入り、山崎派に入会する。
2005年の第44回衆議院議員総選挙も無所属で出馬し、対立候補の松岡に7,892票差で敗れ、落選した。
2006年9月には対立候補だった松岡が第1次安倍内閣で農林水産大臣に任命されるが事務所費架空計上問題で追及を受け、2007年5月28日に自殺。同年7月、第21回参議院議員通常選挙に合わせた衆議院議員熊本3区補欠選挙に無所属で出馬、松岡の後援会や業界団体の支援を受ける前熊本県議の荒木義行を13,295票差で破り、国政に復帰した。当選後の8月7日、無所属のまま自民党会派に入会。なお坂本は当選後、自民党熊本県連に入党届を出したもののただちに入党は許可されず、県連は最初に不受理とした。一方で、自由民主党本部が役員連絡会で坂本の入党を認める方針を示し、正式にこれを許可した。これにより会派名が「自由民主党・無所属会」から「自由民主党」に改められた。党本部の決定ということで、県連も入党を許可した。2008年8月、福田康夫改造内閣で総務大臣政務官（担当は年金監督、行政改革、統計管理など、旧総務庁の持分）に任命され、麻生内閣でも再任した。
2009年の第45回衆議院議員総選挙では初めて自民党公認で熊本3区から出馬し、民主党公認の後藤英友を6,621票差で破り、3選（後藤は比例復活）。2012年9月の自由民主党総裁選挙では石原伸晃の選挙対策本部長補佐を務めた。
2012年12月16日の第46回衆議院議員総選挙では、熊本3区で日本維新の会の新人らを破り、4選。選挙後に発足した第2次安倍内閣で総務副大臣及び内閣府副大臣（地方分権改革、地域活性化、道州制の担当）に任命され、2013年10月まで務めた。総務・内閣府副大臣退任後、衆議院農林水産委員長に就任。
2014年12月14日の第47回衆議院議員総選挙で5選。
2017年10月22日の第48回衆議院議員総選挙で6選。
2020年9月16日の発足の菅義偉内閣で内閣府特命担当大臣（少子化対策、地方創生）として初入閣。
2021年2月12日、孤独・孤立対策担当大臣として、社会的不安に寄り添い、深刻化する社会的な孤独・孤立の問題について、総合的に対策を推進するため、行政各部の所管する事務の調整も担当する。
2021年10月31日の第49回衆議院議員総選挙で7選。
2023年12月14日、自民党5派閥の政治資金パーティーをめぐる裏金問題で、岸田文雄首相は清和政策研究会（安倍派）の閣僚4人と副大臣5人を事実上更迭。坂本は宮下一郎の後任として、農林水産大臣に就任した。熊本3区からは前任議員の松岡利勝以来の16年ぶりの農水大臣となる。
2024年9月27日から28日にかけてイタリアのシラクサで開かれたG7農相会合に出席。そのため同月27日に行われた自民党総裁選挙については事前投票を行った。1回目の投票、得票数1位の高市早苗と2位の石破茂が進んだ決選投票、いずれも河野太郎に投じた。同年9月30日、自民党国会対策委員長に就任。同年10月27日の第50回衆議院議員総選挙で8選。

## 人物

### 統一教会との関係
- 2020年9月28日、統一教会の関連団体、世界日報社のインタビューに応じた[31]。

## 政策・主張

### 復興
- 「熊本地震から1年半。まだまだ復興は緒についたばかり。震災からの復興に全力を挙げる。特に新しい選挙区となった上益城郡は益城町をはじめ、最も被害が大きかった地域。復興を最大の訴えとする」と発言[32]。
- 「自治体の財政負担を軽減する支援制度をつくること。個々人の住宅や作業場再建、地域再生のために現行の法律や制度を使い勝手がいいように、弾力的に運用できるようにすること。それが一日も早い復興につながる」と発言[32]。

### 環境
- 水俣病やハンセン病の「患者団体や未認定の方々、健康障害を訴えられる方々の意見を細かくくみ上げ、公害問題として国が対処する。水銀に関する条約（水俣条約）を広く世界に知らしめ、公害の原点として、開発途上国への指導と支援をする」と発言[32]。

### 農業
- 2005年、「中山間地は耕作面積が狭く、収益力も低い。どうやって続けていくか問題。農業法人も入りにくいので、国による所得補償も必要」と発言[33]。
- 2012年、初めて農政連の推薦を得て、ＴＰＰ断固反対を訴える[34]。
- 2016年、畜産・酪農対策小委員会の委員長として、規制改革会議農業ワーキンググループが提言した生乳取引の自由化に反対[35]。
- 2024年、春以来から指摘されていた米の品薄に対して「流通の問題であり新米が出回れば解消する」と主張、8月末には「（政府の対策として）遅きに失したとは思っていない」と発言した[36]。しかし品薄による価格高騰は収まらず、翌年2月に政府は備蓄米を放出することにした[37]。

### 受動喫煙問題
- 受動喫煙防止を目的とした健康増進法改正について、原則屋内禁煙に反対。
  - 2017年に厚生労働省が発表した一部小規模店を除く飲食店を原則禁煙とする法案について、「30平米以下が良くて30平米以上が悪いとか、一律に網をかけるべきではない」「禁煙なのか分煙なのか、経営者が選択できる仕組みが必要」と主張した[38][39]。
  - 日本禁煙学会が2017年10月に実施した公開アンケートにおいて、「受動喫煙を無くし非喫煙者の健康を守るための健康増進法改正」（屋内禁煙、罰則付）法案の早期制定について「必要ない」と回答した[40]。
  - 自身の事務所は喫煙可能である[40]。

### 家族観
- 選択的夫婦別姓制度の導入に反対[41][42]。
- 同性婚制度の導入に反対[43]。

## 問題とされた発言と行動

### 公職選挙法178条違反の疑い
2007年7月29日の熊本3区補欠選挙に当選した際、坂本が2007年7月30日付で「当選再起を果たすことが出来ました。本当に有（あ）り難（がと）うございました」とウェブサイトに掲載した。公職選挙法178条違反の疑いの指摘を受け、同年8月14日に削除し、謝罪した。

### 年越し派遣村利用者への批判
2009年1月5日、いわゆる「年越し派遣村」について「本当にまじめに働こうとしている人たちが集まっているのかという気もした」「学生紛争の時の戦術、戦略が垣間見えるような気がした」と発言し、民主党、日本共産党などから「罷免されて然るべき」と批判を受けた。翌日に発言を撤回し、謝罪することとなった。

### 国会審議中の読書行為
2020年7月28日の九州を中心に大きな被害が出た令和2年7月豪雨による災害を議案として開かれた衆院災害対策特別委員会の審議中に、被災地である熊本県選出の坂本は約2時間にわたり、災害と関係のない『日本現代史』（ジェームス・M・バーダマン著）の英日対訳版を断続的に閲読して英語の勉強を行っていた。FNNの取材に対し、「自分では、今、深く反省しています。関係ない本を持ち込むこと自体が不謹慎でありますので」と回答している。

### 緊急事態宣言下での食事会
2021年1月8日から新型コロナウイルス対策の特別措置法に基づく緊急事態宣言が出されている中、1月21日には所属している派閥「近未来政治研究会」を率いる石原伸晃元幹事長、同派閥に所属している野田毅元国家公安委員長らと会員制のレストランで約40分間、派閥の運営を話し合いながら昼食をとっていた。1月12日に西村康稔経済再生担当相が「昼間も外出自粛をお願いしたい。昼に皆とご飯を食べていいということではない」と語り、自民党内で昼食時に弁当を配るのもやめて、夜だけでなく昼の会食も控えるよう申し合わせしていた状況下での21日の昼食だった。翌22日に、石原伸晃の新型コロナウイルス感染が判明したが、前日に石原伸晃と会食していた坂本は25日の衆院予算委員会に出席し、小川淳也衆院議員から「てっきり濃厚接触者で来ないのか、と思っていた」「感染当事者としての経験から濃厚接触者と認定された方のうち、発症する方は1週間から10日以内に発症する。だから、14日間自宅待機するんですよ」と問いただされた。

## 選挙歴
| 当落 | 選挙                     | 執行日         | 年齢 | 選挙区       | 政党       | 得票数     | 得票率 | 定数 | 得票順位 /候補者数 | 政党内比例順位 /政党当選者数 |
| ---- | ------------------------ | -------------- | ---- | ------------ | ---------- | ---------- | ------ | ---- | ------------------ | ---------------------------- |
| 当   | 1991年熊本県議会議員選挙 | 1991年4月7日   | 40   | 菊池郡選挙区 | ーー       | ーー票     | ーー   | ー   | ー/ー              | /                            |
| 当   | 1995年熊本県議会議員選挙 | 1995年4月9日   | 44   | 菊池郡選挙区 | ーー       | ーー票     | ーー   | ー   | ー/ー              | /                            |
| 当   | 1999年熊本県議会議員選挙 | 1999年4月11日  | 48   | 菊池郡選挙区 | 自由民主党 | ーー票     | ーー   | 3    | ー/3               | /                            |
| 当   | 2003年熊本県議会議員選挙 | 2003年4月13日  | 52   | 菊池郡選挙区 | 自由民主党 | 1万8041票  | 28.01% | 3    | 2/5                | /                            |
| 当   | 第43回衆議院議員総選挙   | 2003年11月09日 | 53   | 熊本県第3区  | 無所属     | 7万9500票  | 42.55% | 1    | 1/4                | /                            |
| 落   | 第44回衆議院議員総選挙   | 2005年09月11日 | 54   | 熊本県第3区  | 無所属     | 7万8796票  | 39.74% | 1    | 2/3                | /                            |
| 当   | 第44回衆議院議員補欠選挙 | 2007年7月29日  | 56   | 熊本県第3区  | 無所属     | 7万7358票  | 41.53% | 1    | 1/4                | /                            |
| 当   | 第45回衆議院議員総選挙   | 2009年08月30日 | 58   | 熊本県第3区  | 自由民主党 | 8万1506票  | 40.63% | 1    | 1/4                | /                            |
| 当   | 第46回衆議院議員総選挙   | 2012年12月16日 | 62   | 熊本県第3区  | 自由民主党 | 9万5651票  | 58.72% | 1    | 1/4                | /                            |
| 当   | 第47回衆議院議員総選挙   | 2014年12月14日 | 64   | 熊本県第3区  | 自由民主党 | 10万824票  | 77.08% | 1    | 1/2                | /                            |
| 当   | 第48回衆議院議員総選挙   | 2017年10月22日 | 66   | 熊本県第3区  | 自由民主党 | 12万9312票 | 73.60% | 1    | 1/2                | /                            |
| 当   | 第49回衆議院議員総選挙   | 2021年10月31日 | 70   | 熊本県第3区  | 自由民主党 | 12万5158票 | 71.15% | 1    | 1/3                | /                            |
| 当   | 第50回衆議院議員総選挙   | 2024年10月27日 | 73   | 熊本県第3区  | 自由民主党 | 10万4684票 | 63.94% | 1    | 1/3                | /                            |

## 所属団体・議員連盟
- 自民党たばこ議員連盟（事務局長）[55][56]
- 自由民主党たばこ特別委員会（委員長代理兼事務局長）[57]
- 日本会議国会議員懇談会[58]
- 神道政治連盟国会議員懇談会[58]
- みんなで靖国神社に参拝する国会議員の会[58]
- TPP交渉における国益を守り抜く会